# Chronolity
Chronolity (tyt. oryg. The Chronoliths) – powieść fantastycznonaukowa amerykańskiego pisarza Roberta Charlesa Wilsona. Powieść ukazała się w 2001 r., polskie wydanie, w tłumaczeniu Wiesława Marcysiaka, wydał Rebis w 2002 r. Powieść otrzymała nagrodę Campbella w 2002 r.

## Fabuła
Akcja powieści rozpoczyna się w 2021 roku. Główny bohater i narrator, mieszkający w Tajlandii wraz z żoną i córką niespełniony pisarz i programista bez etatu, Scott Warden jest świadkiem pojawienia się w Chumphon pierwszego chronolitu – tajemniczego obelisku wykonanego z niezniszczalnego, błękitnego kryształu, który okazuje się być monumentem upamiętniającym podbój Tajlandii i Malezji przez armie tajemniczego Kuina... przysłanym z odległej o 20 lat i 3 miesiące przyszłości.
Scott wraca do USA i próbuje na nowo ułożyć sobie życie po odejściu od niego żony wraz z córką. Tymczasem coraz większe i bardziej wyrafinowane w formie chronolity zaczynają pojawiać się w różnych miejscach świata, najpierw na Dalekim Wschodzie, potem w Indiach i na Bliskim Wschodzie, znacząc przyszłe miejsca podbojów tajemniczego Kuina. Świat zaczyna się fascynować Kuinem i jego nieomal magicznymi chronolitami by z czasem podzielić się na zagorzałych czcicieli przyszłego zdobywcy oraz zaprzysięgłych przeciwników idei nieuchronnego zwycięstwa Kuina. Scott, obwiniający chronolity o rozpad małżeństwa i chorobę córki dołącza za namową charyzmatycznej mentorki z czasów studiów, profesor fizyki Sue Chopry do grupy naukowców, która pod jej przewodnictwem ma za zadanie zbadać fenomen podróżowania chronolitów w czasie oraz odkryć tożsamość Kuina. Okazja do tego nadarza się wraz z pojawieniem się nowego chronolitu w Jerozolimie; wielu ludzi uznaje to za znak nadchodzącego Końca Świata, widząc w Kuinie Antychrysta. Jednak mimo koleinych lat badań chronolity i ich autor pozostają zagadką, podczas gdy kolejne monumenty pojawiają się w Afryce i Ameryce Południowej a pro-kuinistyczne bojówki rosną w siłę pogrążając kolejne kraje Azji w chaosie, w którym wkrótce ma narodzić się przepowiadany przez chronolity Kuin.
Gdy córka Scotta, Kaitlin ucieka od matki i jej nowego męża wraz z grupa kuinistów do Meksyku, gdzie jak niesie wieść, ma pojawić się najnowszy chronolit, Scott wraz z poznaną w grupie wsparcia dla rodziców dzieci-kuinistów Ashlee Mills, której syn Adam przewodzi grupie fundamentalistycznych zwolenników Kuina, wraz z którymi uciekła Kaitlin, oraz jego przyjacielem z Tajlandii, Hitchem Paleyem, ruszają do Portillo by ocalić swoje dzieci przed śmiercią. Scottowi udaje się wywieźć córkę z miasta w ostatniej chwili przed "lądowaniem" chronolitu, ale Adam odmawia i odtrąca matkę. Towarzysząca przybyciu chronolitu fala zimna zabija wielu ze zgromadzonych w Portillo kuinistów. W kilka lat później, Scott związawszy się z Ashlee Mills układa sobie życie na nowo, w cieniu rosnących w siłę kuinistucznych ruchów i wywoływanych przez nie na całym świecie zamieszek i powstań.
Tymczasem Sue Chopra za pośrednictwem Hitcha Paleya wzywa Scotta do Wyoming, gdzie naukowcy pod jej przewodnictwem chcą unicestwić mający się tam pojawić nowy chronolit - pierwszy na terytorium USA. Sue Chopra po latach badań uważa, że lęki i oczekiwania ludzkości względem przyszłości napędzają machinę propagandową Kuina a ten utwierdza ludzi w słuszności ich obaw wzmacniając je przysyłanymi z przyszłości chronolitami, jako dowodami ich prawdziwości i nieuchronności. sukcesy Kuina wynikają z tego, że chronolity przekonują ludzi o jego niezwyciężoność i tylko niszcząc jeden z nich można go pokonać. Sue nazywa to "turbulencją tau" i jest przekonana, że tylko niszcząc jeden z chronolitów można pokonać Kuina. Niestety próba zdestabilizowania chronolitu z Wyoming się nie powodzi; grupa kuinistów niszczy zbudowane przez naukowców urządzenia a wyjątkowo wielki posąg Kuina przybywa obwieszczając światu jego zwycięstwo nad USA. Jednakże, jak się wkrótce okazuje chronolit jest zbyt wielki i przekracza wyliczony w tajemnicy przez Sue Chopre limit stabilnej masy, toteż po kilku godzinach ulegnie samozniszczeniu. Sue uznaje to za znak; chronolit został sabotowany przez kogoś "z wewnątrz". Uciekającą z miejsca przybycia chronolitu grupę atakuje banda kuinistów; przewodzi nią Adam Mills, ocalały z "lądowania" chronolitu w Meksyku syn Ashlee, nowej żony Scotta. Żąda wydania Sue Chopry. Ta uznaje to za jej przeznaczenie i chce oddać się w ręce kuinistów lecz Hitch Paley próbuje ja powstrzymać. Scott, któremu zwierzyła się ze swoich badań nad limitem stabilności strzela do Hitcha by umożliwić Sue realizacje jej planu - jako największa ekspertka od chronolitów na świecie jest jedyną, która może je zbudować a potem sabotować przerywając sprzężenie zwrotne turbulencji tau. W tym momencie chronolit wybucha i Scott traci przytomność. Gdy się budzi Sue i kuinistów już nie ma. Świat uznaje, że próba się powiodła, tylko że z opóźnieniem i naukowcy pokonali Kuina.
Przez kolejne lata Scott obserwuje jak nieuchronna wojna Kuina wybucha i przetacza się przez cały świat - od Tajlandii po USA, gdzie kuiniści dokonują Secesji Zachodniej i podejmują próbę odbudowy chronolitu z Wyoming, w której "ktoś" źle im doradza doprowadzając do samozniszczenia monumentu i upadku mitu o niepokonanym Kuinie. Po zakończeniu wojny, starzejący się Scott odnajduje w dokumentach zmarłej Ashlee Mills akt urodzenia Adama, jej syna z pierwszego małżeństwa. Okazuje się, że Adam Mills naprawdę miał na imię Quinn. Dzięki badaniom Sue Chopry powojenny świat tworzy nową technologię, dzięki której egzotyczna materia, z której przedtem tworzono chronolity Kuina teraz służy do budowy statków międzygwiezdnych i eksploracji kosmosu.